# Uruguay Round Agreements Act
Der Uruguay Round Agreements Act (URAA) ist ein Bundesgesetz der Vereinigten Staaten auf dem Gebiet des Urheberrechts (Copyright) mit der Nummer 17 USC 104A. Er wurde 1994 im Anschluss an die Uruguay-Runde verabschiedet. Das Gesetz beschloss, dass das Marrakesch-Abkommen nun US-nationales Recht sei. Dieses Abkommen ist die Gründungsakte der Welthandelsorganisation.

## Nachträglicher Schutz für gemeinfreie Werke (§ 514 URAA)

### Vorgeschichte
Am 1. März 1989 hatten die Vereinigten Staaten rückwirkend zum 1. Januar 1978 die Berner Übereinkunft unterzeichnet, welche ohne formelles Registrierungs- oder Veröffentlichungserfordernis eine Mindestschutzfrist von 50 Jahren nach dem Tod des Urhebers bestimmt. (Wie auch in Europa wurde die urheberrechtliche Schutzfrist in der Folgezeit auf 70 Jahre verlängert.) In der Zwischenzeit waren jedoch zahlreiche ausländische Werke in den Vereinigten Staaten auf der Grundlage des alten Rechts gemeinfrei geworden, zum Beispiel wegen einer fehlenden Registrierung, die dort zuvor noch für einen urheberrechtlichen Schutz erforderlich war, oder weil der Schutz in den USA nicht erneuert worden war.
Unter dem bestehenden Recht wären alle Werke, die vor 1937 veröffentlicht oder registriert wurden, sowie die meisten der zwischen 1937 und 1977 veröffentlichten oder registrierten Werke heute gemeinfrei. Gleiches gälte für alle ausländischen Werke, deren Rechtsinhaber die amerikanischen Formalitäten nicht erfüllt haben oder die veröffentlicht wurden, bevor die USA mit dem Heimatstaat urheberrechtliche Verträge abgeschlossen hatten.

### Inhalt der Vorschrift
Um dieser vermeintlichen Schutzlücke zu begegnen und um den Verpflichtungen aus der Berner Übereinkunft nachzukommen, enthielt der 1994 erlassene URAA in § 514 eine Vorschrift, die diese Werke unter bestimmten Voraussetzungen wieder dem Urheberrecht unterstellte. Die Regelung hat jedoch zur Folge, dass für Werke, die in ihrem Ursprungsland inzwischen gemeinfrei sind, in den USA nun ein Schutz von (in den meisten Fällen) 95 Jahren ab Veröffentlichung gilt. Davon betroffen sind Werke, die 1923 oder später erstveröffentlicht wurden und die in ihrem Ursprungsland am Datum, das für die Berechnung des Schutzes ausschlaggebend ist, noch geschützt waren. In den meisten Fällen ist dies der 1. Januar 1996.
Danach befinden sich nur solche Werke in der Public Domain, die vor dem 1. Januar 1923 veröffentlicht oder registriert wurden oder zwischen 1923 und 1963 veröffentlicht oder registriert wurden und bei denen das Copyright nicht erneuert wurde. Nur eine verschwindend geringe Anzahl von Werken, die bereits veröffentlicht waren, sind vor 2019 gemeinfrei geworden.

### Beispiele

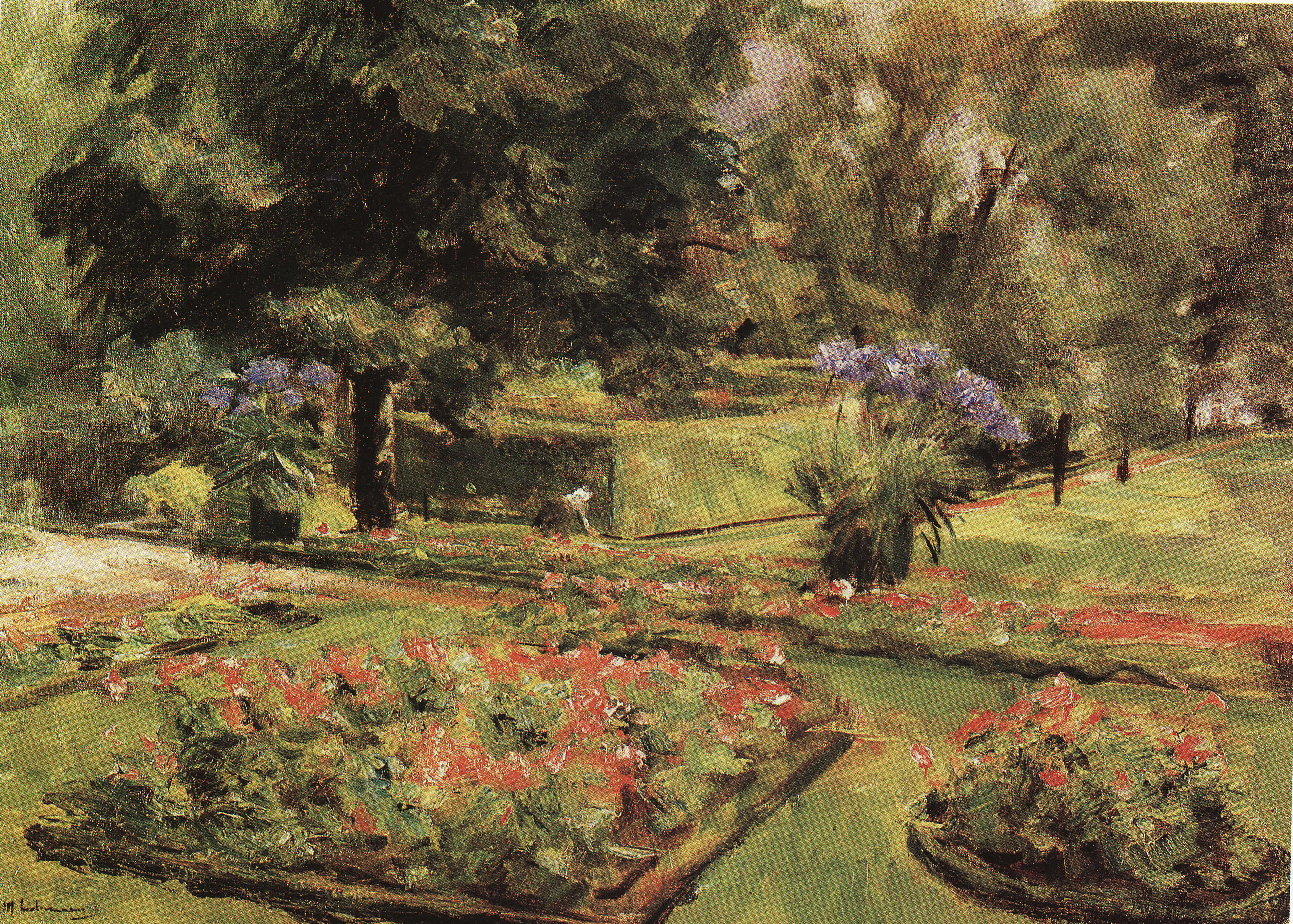
Wannseegarten von Max Liebermann, 1926 – war in den USA wahrscheinlich bis Ende 2021 geschützt.

Beispielsweise wurden die Werke des 1935 verstorbenen Künstlers Max Liebermann in Deutschland am 1. Januar 2006 gemeinfrei. Da sie am 1. Januar 1996 in Deutschland noch geschützt waren, gilt jedoch in den USA für Bilder von 1923 und später weiterhin ein Copyright-Schutz.
Ein anderes Beispiel ist der britische Film Die 39 Stufen des Regisseurs Alfred Hitchcock aus dem Jahr 1935. In Europa ist dieser noch bis mindestens 2051 geschützt, da der Regisseur 1980 starb, jedoch gehörte er in den USA seit 1963 zur Public Domain.
Auswirkungen hat dies beispielsweise für das Medienarchiv Wikimedia Commons, wo der Grundsatz gilt, dass Werke sowohl im Ursprungsland als auch in den USA gemeinfrei sein oder unter einer freien Lizenz stehen müssen. Eine einheitliche Praxis für den Umgang mit solchen Bildern hat sich auf Wikimedia Commons jedoch nicht herausgebildet; wahrscheinlich nach dem URAA in den USA geschützte Bilder wurden sowohl gelöscht als auch wiederhergestellt.

### Kritik und Verfassungsmäßigkeit
Der URAA ist umstritten, weil er die Public Domain nachträglich verkleinerte. Lawrence Lessig strengte Modellprozesse gegen das Gesetz an. Der Oberste Gerichtshof der Vereinigten Staaten bestätigte am 18. Januar 2012 in Golan v. Holder die Verfassungsmäßigkeit des § 514 URAA unter Berufung auf die zuvor ergangene Entscheidung Eldred v. Ashcroft. Aus dem Recht auf freie Meinungsäußerung im ersten Verfassungszusatz ergebe sich kein Anspruch auf uneingeschränkte Nutzung künstlerischer Werke. Die entsprechende Einschränkung sei durch den Zweck des Copyright gerechtfertigt, nämlich durch die Entlohnung der Urheber und der Förderung des wissenschaftlichen Fortschritts und der Fortentwicklung künstlerischen Wirkens. Schließlich habe der Gesetzgeber seine Kompetenzen aus der Copyright Clause der Verfassung nicht überschritten.